# POMP
POMP‏ (Proteasome maturation protein) هوَ بروتين يُشَفر بواسطة جين POMP في الإنسان.